# 16398 Hummel
16398 Hummel (1982 SN3) là một tiểu hành tinh vành đai chính được phát hiện ngày 24 tháng 9 năm 1982 bởi F. Borngen ở Tautenburg.